# جوزيف كونولي
جوزيف كونولي (بالإنجليزية: Joseph Connolly)‏ هو كاتب سيناريو وصحفي وكاتب بريطاني، ولد في 23 مارس 1950 في إنجلترا في المملكة المتحدة.

## وصلات خارجية
- جوزيف كونولي على موقع IMDb (الإنجليزية)
- جوزيف كونولي على موقع ألو سيني (الفرنسية)
- جوزيف كونولي على موقع أول موفي (الإنجليزية)
- جوزيف كونولي على موقع قاعدة بيانات الفيلم (الإنجليزية)
- جوزيف كونولي على موقع كينوبويسك (الروسية)